# Kelet-ázsiai életkorszámítás

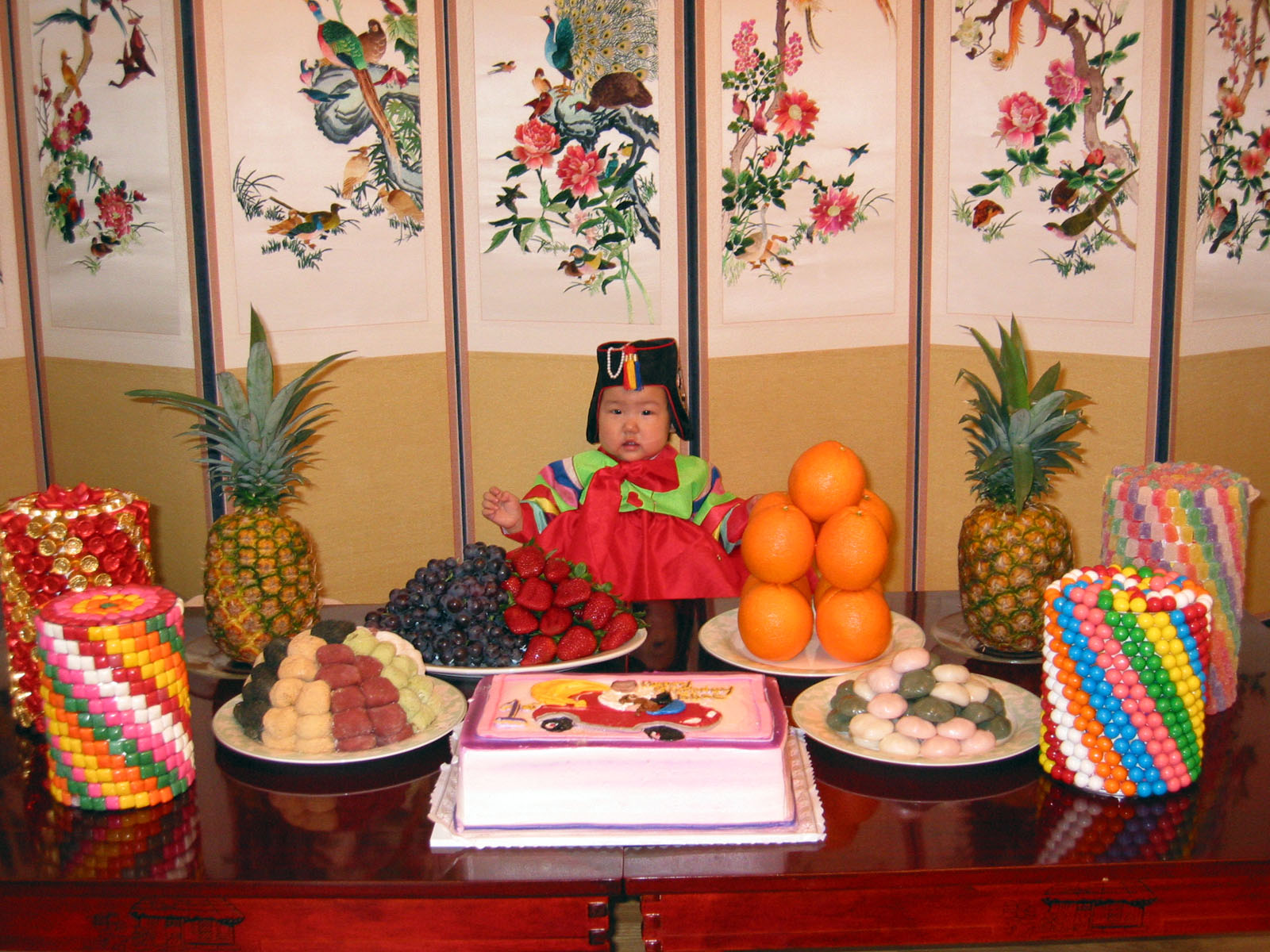
Tol, az egyéves gyermekek hagyományos születésnapi ünnepsége Koreában

A kelet-ázsiai életkorszámítás egy Kínából származó hagyomány, mely elterjedt Kelet-Ázsia más országaiban is. A szokás szerint – a nyugati életkorszámítással ellentétben – Kelet-Ázsiában a gyermekek születésükkor már egyévesnek számítanak, és nem a születésük napján, hanem holdújévkor töltik be a következő életévüket.
A rendszert hagyományosan Koreában is alkalmazzák, bár hivatalos dokumentumokban és a médiában már a nyugati típusú életkorszámítást használják. 2023 júniusában a kormány minden hivatalos dokumentumban megtiltotta a hagyományos rendszer használatát.

## Kína
Az életkort kínaiul a 岁 (szuj (sui)) szóval fejezik ki. A sajtóban általában jelölik, hogy a személy életkorát a hagyományos 
(虚岁, hszüszuj (xūsuì)) vagy a modern (周岁, csouszuj (zhōusùi), 实岁, siszuj (shísùi)) számítás szerint jelölték-e. Amikor egy gyermek eléri élete első hónapját (a holdnaptár szerint a 29. napot), úgynevezett 滿月 (manjüe (mǎnyuè)) ünnepséget tartanak, amikor a vendégeknek a termékenység szimbólumaként pirosra festett kacsa- vagy tyúktojást adnak ajándékba.

## Japán
Japánban a szai (歳 vagy 才) szóval fejezik ki az életkort. A hagyományos életkorszámítás elnevezése kazoedosi (数え年), és 1902-ben törvényileg elavultnak minősítették; ekkor vezették be a nyugati életkorszámítást. A modern életkorszámítás elnevezése man nenrei (満年齢). 1950-ben újabb törvényi rendelkezésben erősítették meg a használatát.

## Korea
Koreában az életkorra használt kifejezés a szal (살): a koreai gyermekek születésük évében egyévesnek számítanak, a tizedik naptári évben pedig tíznek. A korábban a csecsemőhalandóságra utaló 100. nap után pegil (백일)-ünnepséget tartanak, a szó jelentése szó szerint „száz nap”. Az első születésnap elnevezése tol (돌). A koreaiak megünneplik a születésnapjukat annak ellenére, hogy minden holdújévkor újabb egy évvel számítanak idősebbnek. 2023 előtt a gyakorlat szerint mivel a születés pillanatában a gyerek már egyévesnek számít, a naptári év utolsó napjaiban született gyerekek holdújévkor már kétévesnek számítottak, jóllehet a nyugati életkorszámítás szerint csak pár naposak.
A modern (vagy nyugati) életkorszámítás elnevezése koreaiul man nai (만나이), aminek jelentése „teljes életkor”. A hagyomány szerint számított életkor a hanguk nai (한국나이), azaz a „koreai életkor”. A holdnaptár szerint ünnepelt születésnap neve umnjok szengil (음력 생일), a Gergely-naptár szerint jangnjok szengil (양력 생일).
A hivatalos iratokban és eljárások során a nyugati életkorszámítást vették figyelembe, ide tartozik például a beleegyezési korhatár, az alkohol fogyasztásának és a jogosítvány megszerzésének korhatára is.
A Covid19-pandémia alatt az inkonzisztens módon használt kétféle életkorszámítási rendszer súlyos problémákat okozott az egészségügyi ellátásban, mivel volt, aki a hagyományos módon számított életkora miatt nem volt jogosult például a vakcinára, ugyanakkor bizonyos szolgáltatások igénybevételéhez oltási igazolás volt szükséges. 2022 áprilisában a kormány bejelentette, hogy változásokat eszközölnek a rendszerben. 2023. június 28-án lépett életbe az új határozat, mely szerint semmilyen hivatalos dokumentumban nem használható a hagyományos koreai életkorszámítás. Az új rendszer bevezetésétől azt is remélik, hogy megszűnik a társadalom életkor alapú hierarchia-rendszere, például egy osztályba valóban azonos korú gyerekek fognak kerülni, ezáltal nem kell majd az osztálytársaknak az idősebb gyerekeket tiszteleti módon megszólítani.

## Fordítás
- Ez a szócikk részben vagy egészben  az   East Asian age reckoning című angol Wikipédia-szócikk fordításán alapul.  Az eredeti cikk szerkesztőit annak laptörténete sorolja fel. Ez a jelzés csupán a megfogalmazás eredetét és a szerzői jogokat jelzi, nem szolgál a cikkben szereplő információk forrásmegjelöléseként.